# Ankober
Ankober (Amhárico: አንኮበር), anteriormente conocido como Ankobar, es una ciudad situada en la región central de Etiopía. Se encuentra en la Zona de Shewa Norte de la Región de Amhara, en el borde oriental de las Tierras Altas Etíopes, a una altura aproximada de 2.465 metros (8.100 pies). 
La ciudad está ubicada a 40 kilómetros (25 millas) al este de Debre Berhan y aproximadamente a 140 kilómetros (90 millas) al noreste de Addis Abeba.
Históricamente, Ankober fue la capital del reino de Shewa, establecido en el siglo XIII por Yekuno Amlak. Las estructuras notables que sobreviven de la era de Shewa incluyen la Iglesia de Kidus Mikael, construida por Sahle Selassie. Como señala Philip Briggs, el único remanente del palacio de Menelik, construido sobre el palacio de su padre, es "una sola pared larga de piedra y mortero de aproximadamente 1,5 metros de altura". Briggs comenta sobre la peculiaridad de la preservación de esta única pared mientras que el resto del palacio se ha desintegrado en gran parte. Además, Ankober es reconocido como el lugar donde el pájaro serín de Ankober fue avistado por primera vez por ornitólogos en 1979.

## Historia
Ankober podría haber sido conocida anteriormente como Gorobela.
Meridazmach Amha Iyasus trasladó la capital de Shewa de Doqaqit a Ankober. Permaneció como la principal residencia de los gobernantes de Shewa hasta que Negus (más tarde emperador) Menelik II la trasladó al Monte Entoto en 1878, aunque Wossen Seged prefería vivir en Qundi durante su reinado. Se dice que el nombre de la ciudad proviene de una reina oromo, Anko, que gobernó la ciudad durante el reinado de Qedami Qal.
Los primeros europeos en registrar su visita a Ankober fueron los misioneros evangélicos Carl Wilhelm Isenberg y Johann Ludwig Krapf en 1839. Sin embargo, en ese momento había una pequeña colonia de griegos, que vivían de la artesanía y el comercio. En los años siguientes, una constante corriente de viajeros visitó Ankober, incluyendo al Capitán William Cornwallis Harris. Tras la muerte de Meridazmach Sahle Selassie en 1847, los oromo Abichu se rebelaron y atacaron Ankober; solo las armas de fuego que Sahle Selassie había acumulado allí salvaron la capital. Los Shewanos quemaron la ciudad en 1856 en reacción a la invasión y eventual conquista del emperador Teodoro II.
Pronto fue reconstruida y utilizada por los designados de Teodoro, Haile Mikael y Seyfe Sahle Selassie, como su sede de poder. En ese momento, su población era de alrededor de 5000, aumentando a 15,000 durante la residencia de la corte imperial. El palacio de piedra coronaba la cima de la colina, rodeado de una simple fortificación de estacas y ramas, mientras que la mayoría de la gente vivía en chozas cónicas de paja dispersas por la cara de la montaña. El mercado de Ankober a mediados del siglo XIX se celebraba los sábados, el día después del mercado más importante en Aliyu Amba. El mercado de Ankober era frecuentado principalmente por los cristianos locales. Durante el final del siglo XIX, Wehni Azaj Welde Sadeq (1838–1909) fue gobernador de Ankober y jefe de la prisión local, con jurisdicción sobre las tierras bajas de Afar hasta su muerte.
Hacia 1890, Menelik II comenzó a usar Ankober para confinar a sus prisioneros políticos. Entre los detenidos se encontraban Gaki Sherocho, el último rey de Kaffa, y Ras Mengesha Yohannes, el hijo rebelde del Emperador Juan IV.
Alrededor de la época de la Primera Guerra Mundial, la población era de alrededor de 2000. En las acciones militares que llevaron a la Batalla de Segale, el 18 de octubre de 1916, las tropas de Negus Mikael aplastaron una fuerza de avance de 11,000 hombres estacionados en Ankober y mataron a su líder, Ras Lul Seged.
Durante la ocupación italiana, la ciudad consistía en unos 3,000 habitantes viviendo en dos colinas de diferente altura. El Residente italiano vivía en la colina más alta, y en la colina más baja estaban las dos iglesias redondas Maryam y Medhane Alem. Alrededor de este tiempo, los italianos trasladaron parcialmente Ankober a una meseta más accesible. Los italianos también llevaron a cabo una serie de bombardeos contra los Arbegnoch en la zona vecina. 